# Colonia (Romeinse term)

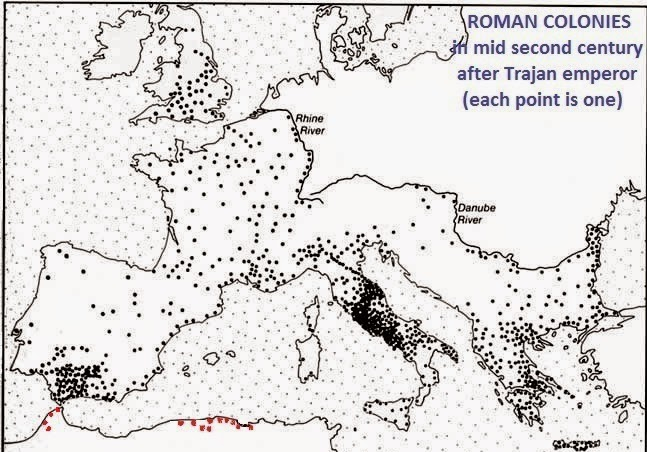
Romeinse Colonia in tweede eeuw

Colonia (meervoud coloniae) was de Latijnse juridische term voor een bepaald politiek statuut van een volksplanting of nederzetting in het Romeinse Rijk. Het woord is afgeleid van de Latijnse woord voor boeren (coloni) die de coloniae in eerste instantie bevolkten. 

## Kenmerken
De Romeinen maakten onderscheid tussen:
1. Coloniae Civium Romanorum waren kolonies uitsluitend bevolkt door Romeinse burgers, die deel uitmaakten van de tribus van de stad Rome.
In de oudste periode tot ca. 185 v.Chr. werden deze nederzettingen hoofdzakelijk gesticht als een soort burgergarnizoenen ter beveiliging van de kust (coloniae maritimae, zo bijvoorbeeld Antium, Ostia, Salernum, Terracina)
later ook als strategische voorposten, (zo bijvoorbeeld Mutina en Parma in de Povlakte, ...)
en sinds de Gracchi vooral ter leniging van sociale noden onder proletariërs of veteranen (zo bijvoorbeeld Capua, (het nieuwe) Carthago, Narbo, Tarente, ...).
De burgers die naar deze coloniae gezonden werden behielden het volwaardige Romeinse burgerrecht, waarvan ze bij een eventueel verblijf te Rome ook gebruik konden maken.
2. Coloniae Latinae (kolonies van Latijns Recht) waren bevolkt door burgers van Rome en van andere steden in Latium. Deze kolonisten verloren hun oorspronkelijke burgerrecht maar werden lid van een nieuwe, autonome burgergemeenschap, waarvan de leden krachtens een verdrag met Rome het zogenaamde Latijns burgerrecht verkregen. Belangrijke steden met dit statuut waren: Alba Fucens, Aquileia, Ardea, Ariminum, Bononia, Colonia Claudia Ara Agrippinensium en Nemausus. In 90 / 89 v.Chr. kregen alle coloniae Latinae in Italië ten zuiden van de Po het statuut van Municipia Civium Romanorum. Het statutaire verschil tussen deze coloniae en de Coloniae Civium Romanorum verdween in de praktijk.

## Geschiedenis
De doelen van de vroege coloniae waren waarschijnlijk tweeledig. Enerzijds konden nieuwgevormde gemeenschappen bestaande uit Romeinse burgers de bevolkingsdruk in Rome zelf verminderen. Anderzijds fungeerden de Romeinse kolonies als strategische voorposten in recent veroverde gebieden op het Italisch schiereiland. Volgens Livius waren de vroegste coloniae nagenoeg even oud als Rome zelf; Antemnae en Crustumerium overtroffen de Eeuwige Stad zelfs nog een jaar in ouderdom. Vanaf de 4e eeuw v. Chr. nam het aantal kolonies, met name van het type Colonia Latina, in rap tempo toe. Dit proces verliep synchroon met de Romeinse verovering van het Apennijns schiereiland. Voorbeelden zijn onder meer Circeii (393 v. Chr.), Nepet (382), Cales (334), Cosa (273), Paestum (273), Beneventum (268) en Brundisium     (244). 
Tot diep in de twintigste eeuw werd gedacht dat de vroege coloniae kleinere versies waren van Rome zelf. Dit naar aanleiding van de woorden van de Romeinse schrijver Aulus Gellius, die schreef dat de coloniae 'in zekere zin kopieën [waren] van de grootsheid en de majesteit van het Romeinse volk'. Er zijn niettemin aanwijzingen dat de coloniae in zekere mate een eigen identiteit kenden. Zo behielden steden die een deels Griekse oorsprong hadden, zoals Paestum, hun lokale culten. Een andere indicatie voor deze betrekkelijke autonomie is dat sommige kolonies zich tegen Rome hebben gekeerd. Voorbeelden zijn de opstand van Fregellae in 125 v. Chr., en het gegeven dat de colonia Venusia zich tijdens de Bondgenotenoorlog van 91-88 v. Chr. aansloot bij de tegenstanders van Rome. 
Evenwel bestonden er altijd nauwe banden tussen de coloniae en de moederstad Rome. Met name tijdens oorlogen waren deze betrekkingen van belang, omdat de kolonies verplicht waren soldaten te leveren aan Rome. De kolonies waren zelf verantwoordelijk voor de betaling van hun troepen. Dit heeft geresulteerd in een piek aan muntslag van verschillende kolonies tijdens zowel de Pyrrhische Oorlog als de Eerste Punische Oorlog. Omdat de Romeinen zelf niet veel geld muntten, was dit geld vaak gevormd naar het voorbeeld van nabije Griekse steden.
Onder Augustus nam de stichting van coloniae buiten het Italiaanse schiereiland toe; dit waren vrijwel alle Coloniae Civium Romanorum, gewoonlijk bevolkt door hun oorlogsveteranen die hun land hadden verkregen dankzij het Eerste triumviraat. Tussen 50 v.Chr. en 150 na Chr. zijn in het gehele rijk enkele honderden van zulke coloniae tot stand gekomen. Deze hebben in belangrijke mate bijgedragen aan de romanisering van het imperium. In de 2e en 3e eeuw werd de titel colonia steeds meer een privilege dat de Romeinse keizers aan provinciesteden konden verlenen om persoonlijke redenen, bijvoorbeeld als beloning voor loyaal gedrag. Een bekend voorbeeld hiervan is het huidige Xanten (Duitsland) dat ten tijde van keizer Trajanus (heerschappij 98-117) de titel 'colonia' kreeg (Colonia Ulpia Trajana).